# Curie (Q87)
Pour les autres navires du même nom, voir Curie#Navires.
Le Curie (Q87) est un sous-marin de la Marine nationale française de Classe Brumaire lancé en juillet 1912 à Toulon et mis en service en 1914. À l'éclatement de la Première Guerre mondiale, le Curie fut assigné au front méditerranéen.
En décembre 1914,  le Q87 réussit à infiltrer la base navale principale austro-hongroise de Pula mais se retrouve immobilisé par des filins. Pris sous un feu d'artillerie, l'équipage abandonne et saborde le sous-marin. Il sera plus tard renfloué et mis en service, sous la dénomination SM U-14 par la K.u.k.Kriegsmarine jusqu'en juillet 1919, date de retour sous pavillon français. Le Curie sera retiré du service en 1928.

## Histoire
Il pénètre dans le port de Pola où il restera deux jours caché et s'emmêlera l'hélice et les gouvernails dans des filets anti-sous-marins et des câbles. L'équipage tentera de se dégager grâce à Paul Chailley. Repéré, l'équipage tentera de saborder le navire qui sera capturé, modernisé après avoir été renfloué. Il sera rebaptisé U-14. 
Il redeviendra français après l'armistice de 1918.